# Alessandro Cardelli
Alessandro Cardelli (Borgo Maggiore, 7 maggio 1991) è un politico e avvocato sammarinese, dal 1º ottobre 2020 al 1º aprile 2021 capitano reggente della Repubblica di San Marino, assieme a Mirko Dolcini.

## Biografia
Nato nel 1991, abita a Borgo Maggiore nella Repubblica di San Marino. Laureato nell’anno 2015 in giurisprudenza presso la Libera università internazionale degli studi sociali Guido Carli di Roma, attualmente svolge la professione di avvocato e notaio nella Repubblica di San Marino. A 18 anni si iscrive alla sezione di Borgo Maggiore del Partito Democratico Cristiano Sammarinese, già membro del Consiglio direttivo del movimento giovanile del PDCS.
In seguito alle elezioni politiche dell'11 novembre 2012 diventa Membro del Consiglio Grande e Generale per il Partito Democratico Cristiano Sammarinese, giura nelle mani dei Capi di Stato il 5 dicembre 2012 all'età di 21 anni e 212 giorni, diventando il Parlamentare più giovane di età della storia della Repubblica. Alle elezioni politiche del 20 novembre 2016 viene rieletto Membro del Consiglio Grande e Generale. Il 20 dicembre 2016 viene nominato Capogruppo del Gruppo Consiliare del Partito Democratico Cristiano Sammarinese per la XVIII legislatura.